# NGC 1603
NGC 1603 (również PGC 15424) – galaktyka eliptyczna (E-S0), znajdująca się w gwiazdozbiorze Erydanu. Odkrył ją 14 stycznia 1849 roku George Stoney – asystent Williama Parsonsa.